# Amblycerus stridulator
Amblycerus stridulator là một loài bọ cánh cứng trong họ Bruchidae. Loài này được Kingsolver, Romero & Johnson miêu tả khoa học năm 1993.